# Buel Machine Company
Buel Machine Company, laut einer Quelle Buel Machine Works,  war ein US-amerikanisches Unternehmen.

## Unternehmensgeschichte
James Buel (1824–1894) gründete 1857 das Unternehmen in Woburn in Massachusetts. Er stellte unter anderem Bohrmaschinen und Lastenaufzüge her. Sein Sohn James Frederick Buel übernahm später die Leitung. Er stellte zwischen 1897 und 1903 einige Automobile her. Der Markenname lautete Buel. Abnehmer waren Freund und örtliche Käufer. Insgesamt entstanden etwa sechs Fahrzeuge.
J. Fredrick Buel (1900–1987) war ab 1920 im Unternehmen tätig und übernahm später die Leitung, die er 1966 abgab. John G. Reed (1919–2006) wird ebenfalls als Präsident bezeichnet. 1979 wurde das Unternehmen aufgelöst.

## Fahrzeuge
Buel stellte Dampfwagen her. Der Dampfmotor hatte zwei Zylinder. Bis auf den Dampfkessel und die Reifen entstanden alle Teile im Unternehmen. Der Neupreis betrug zwischen 500 und 600 US-Dollar.